# Maître de corvée (comics)
Ne doit pas être confondu avec Taskmaster (jeu télévisé).
Anthony « Tony » Masters, alias le Maître de corvée (« Taskmaster » en VO) est un super-vilain évoluant dans l'univers Marvel de la maison d'édition Marvel Comics. Créé par le scénariste David Michelinie et le dessinateur George Pérez, le personnage de fiction apparaît pour la première fois dans le comic book Avengers (vol. 1) #195 en mai 1980.
Dans un premier temps, le Maître de corvée est un ennemi exclusif des Vengeurs puis, peu à peu, il devient un anti-héros.
Bien que sa traduction française en « Maître de corvée » date les années 1980 avec la publication de ses aventures par les éditions Lug, le nom original de Taskmaster est utilisé depuis les années 2010 pour désigner le personnage en France  dans ses apparitions au cinéma ou à la télévision.

## Biographie du personnage

### Origines et parcours
Personne ne connaît l'identité du Maître de corvées, mais il se nommerait Tony Masters. Enfant, il montre une capacité photo-mémorielle extraordinaire et peut reproduire en un instant tout ce qu'il voit à la télévision. Durant son adolescence, il se sert de ce talent pour s'enrichir et devenir un joueur de football américain renommé, copiant les gestes des sportifs qu'il voit dans les matchs à la télévision.
À l'âge adulte, il utilise son don pour entraîner les forces spéciales mexicaines, sous l'égide du SHIELD. Il rencontre à cette occasion sa future femme, l'agent Mercedes. Lors d'une mission contre des dissidents nazis réfugiés en Amérique du Sud, il décide de s'injecter la dernière dose d'un sérum expérimental pour améliorer ses capacités de mémorisation. Le sérum altère son don et cause des pertes de mémoire. Il oublie ainsi qu'il était marié.
Il étudie ensuite les techniques de combat des super-héros basés à New York, pille quelques banques et entreprend d'ouvrir une école de formation de mercenaires. Il prend le nom de « Maître de corvée » (« Taskmaster » en VO). Le directeur du SHIELD, Nick Fury, continue de le surveiller par le biais de l'Agent Mercedes et de sa couverture, l'ORG (une fausse agence donnant des contrats à des mercenaires, en réalité une cellule secrète du SHIELD).
La première base d'entraînement du Maître de corvée est fondée à Southampton (Long Island), dissimulée dans un asile psychiatrique, mais elle est démantelée par les Vengeurs ; Masters parvient à s'enfuir. Il établit par la suite à Manhattan, mais Spider-Man et l'Homme-fourmi l'empêchent de voler des produits nucléaires. Il est encore obligé de fuir.
Masters devient plus tard artiste dans un cirque, celui-là même où Œil-de-Faucon (Clint Barton) s'était entraîné adolescent. Barton, aidé de l'Homme-fourmi, réussit à capturer Masters, mais celui-ci parvient de nouveau à s'enfuir. Il s'établit alors dans une petite ville de l'Ohio et affronte la Chose.
Plus tard, il fait équipe avec l'Agent X (en), cette fois-ci du côté du bien.
Au cours de sa carrière, il a formé de nombreux super-vilains, comme Crossbones, Snapdragon (en), Anaconda ou encore Spymaster.

### AprèsCivil War
À la suite du crossover Civil War, le Maître de corvée est engagé par le projet Initiative pour servir d'instructeur au Camp Hammond. Soit il acceptait ce poste, soit il rejoignait les Thunderbolts. À la fin de l'Invasion Skrull, il est nommé chef de l'équipe « Black Ops ». Il aide aussi Deadpool à échapper aux Thunderbolts lancés contre lui.

### Durant le règne sombre
Lors de l'histoire Dark Reign, le Maître de corvée, mercenaire avant tout, reste un formateur dans l’organisation l'Initiative quand cette dernière est reprise par le HAMMER de Norman Osborn. Il dirige un assaut avec de jeunes recrues inexpérimentées sur la Prison 42, occupée par Blastaar et ses hordes de la Zone négative. Il permet aussi à Osborn d'arrêter Night Thrasher.
Lorsque Namor et Emma Frost quittent la Cabale, on lui propose une place mais l'idée est mal accueillie par le Docteur Fatalis, et le Maître de corvée préfère refuser dans un premier temps. Alors qu'il se remet d'une blessure à l’hôpital, Osborn lui rend visite et le force à rejoindre son équipe pour attaquer Asgard. Sur le champ de bataille, il affronte Captain America et Bucky Barnes. Quand Asgard s'écroule, il survit et retrouve son ami le Constrictor ; le duo s'échappe.

### Un secret si longtemps gardé
En 2011, Tony Masters découvre ses origines et son affiliation au SHIELD lors d'une chasse à l'homme orchestrée par de nombreux groupes terroristes alliés.

### King in Black
Lors de l’invasion de la Terre par Knull et ses Symbiotes, le Maître de corvée est engagé par le maire de New York, Wilson Fisk (le Caïd) pour défendre la ville au sein de ses Thunderbolts, dont Masters devient le leader.

## Pouvoirs, capacités et équipement
Tony Masters n'a pas de pouvoirs surhumains, mais possède cependant un don exceptionnel : des « réflexes photographiques ». Avec ceux-ci, il peut reproduire les mouvements physiques de tous les individus qu'il observe.
En complément de son talent, le Maître de corvée est un athlète et un combattant hors pair, seulement limité par son physique humain standard.
- Grâce à un examen visuel attentif (même sur vidéo), le Maître de corvée est devenu un expert dans de nombreuses techniques de combat (notamment en boxe, lutte, escrime et dans divers arts martiaux), mais aussi au tir de précision et en acrobatie, voire en prestidigitation. Il connaît par exemple et à la perfection les styles de combat employés par les héros Captain America, Spider-Man, Daredevil, Œil-de-faucon, le Punisher ou le Chevalier noir et peut les reproduire à volonté.
- Une fois qu'il a maîtrisé les mouvements physiques d'un individu qu'il a observé, il peut en prédire les mouvements, comme son attaque suivante. La seule exception est Deadpool, car celui-ci est trop imprévisible pour que Masters puisse copier son style.
- Les zones de mémoire de son cerveau étant saturées en permanence, Tony Masters subit de fréquentes crises d'amnésie, oubliant alors des parties entières de son enfance.

Il se sert de répliques d'armes des héros dont il a copié le style, notamment un bouclier (qu'il manie et lance comme celui de Captain America), une canne d'aveugle (qu'il utilise comme celle de Daredevil), un arc (qu'il manie aussi bien que celui d'Œil-de-faucon) et une épée (aussi meurtrière que celle de Swordsman). Il est aussi équipé de diverses armes de poing, comme des pistolets ou des couteaux.

## Étudiants connus
Voici une liste des étudiants connus formés par le Maître de corvée (liste non exhaustive)
- Agent X (en)[6]
- Annex[7]
- Blood Spider (en)[8]
- Crossbones[9]
- Cutthroat (en)[10]
- stagiaires de Deadpool[11] :
  - Deadair
  - Deadend
  - Deadweight
- Death-Shield (en)[8]
- Delroy Garrett (en)[7]
- Diamondback
(Rachel Leighton)[12]
- Don of the Dead[13]
- Geiger (en)[14]
- Jagged Bow[8]
- Sunstreak[15]
- Spider-Woman (Jessica Drew)[16]
- U.S. Agent (John Walker)[17]

## Apparitions dans d'autres médias
Sauf indication contraire, les informations mentionnées dans cette section peuvent être confirmées par la base de données cinématographiques IMDb,  présente dans la section « Liens externes ».

### Film d'animation
- 2014 : Iron Man And Captain America: Heroes United (en) (film d'animation)

### Univers cinématographique Marvel

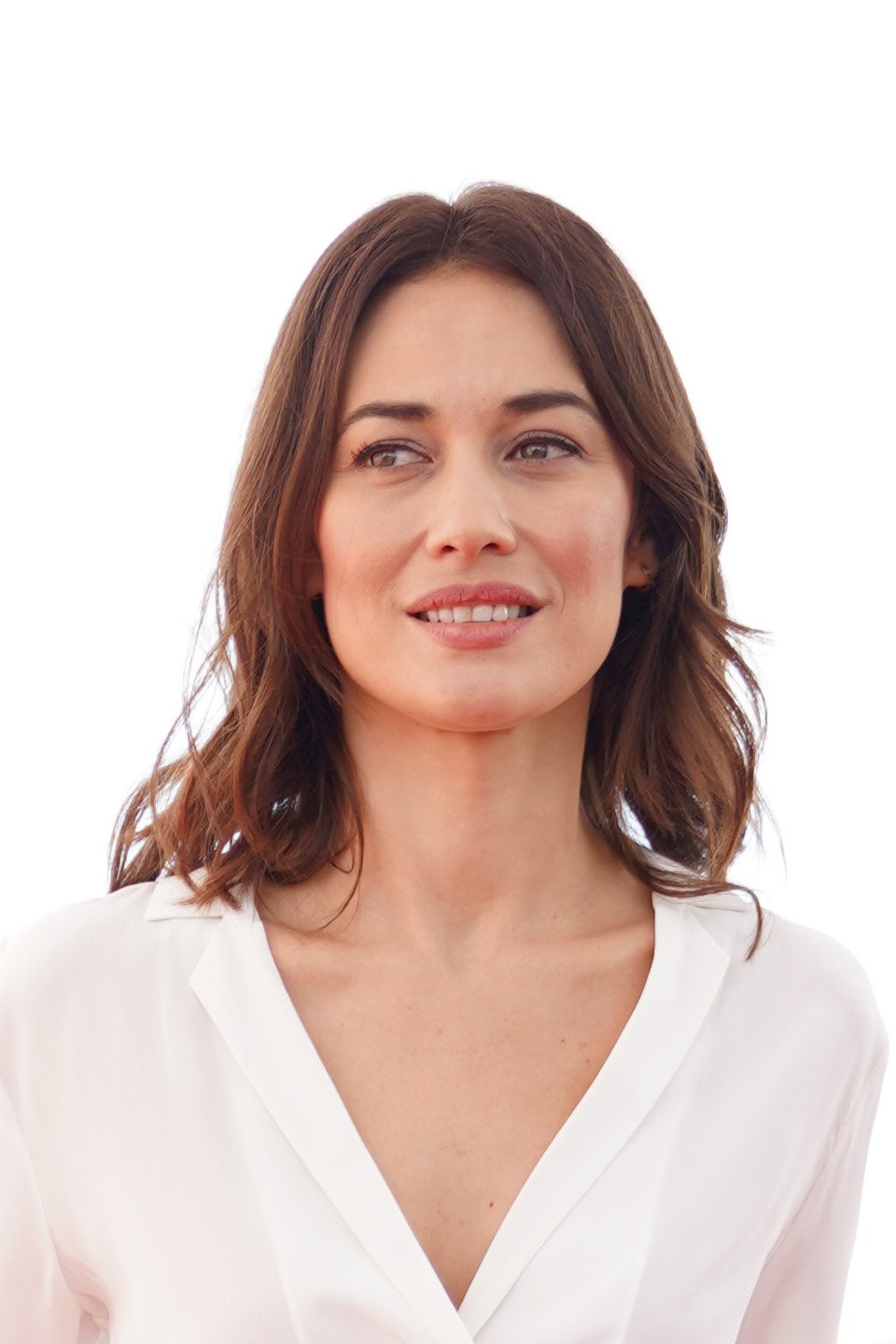
L'actrice Olga Kurylenko interprète le personnage du Maître de corvée dans l'univers cinématographique Marvel.

Le personnage est interprété par l'actrice Olga Kurylenko dans l'univers cinématographique Marvel. Cette version du Taskmaster est légèrement différente de celle des comics, étant donné qu'il s'agit d'une femme.
- 2021 : Black Widow de Cate Shortland

Antonia Dreykov, la fille du général Dreykov qui est le chef de la Chambre Rouge et l'ennemi principal de la Veuve noire dans ce film.
- 2025 : Thunderbolts de Jake Schreier

Antonia Dreykov était une des mercenaires travaillant pour Valentina de Fontaine et détruisant les preuves compromettantes contre elle. Envoyée dans un entrepôt piégé, elle y est abattue par Ava Starr.

### Télévision
- depuis 2012 : Ultimate Spider-Man (série d'animation)

### Jeux vidéo
Le personnage du Maître de corvée apparaît dans plusieurs jeux vidéo.
- Marvel vs. Capcom 3: Fate of Two Worlds (2011)
- Marvel Super Hero Squad Online (en) (2011)
- Lego Marvel Super Heroes (2013)
- Marvel Heroes (2013)
- Marvel Avengers Academy (en) (2016)
- Marvel : Tournoi des champions (2017)
- Spider-Man (2018)
- Marvel Strike Force (2018)
- Marvel: Future Fight (2020)
- Marvel's Avengers (2020)